# Lasy Garwolińskie

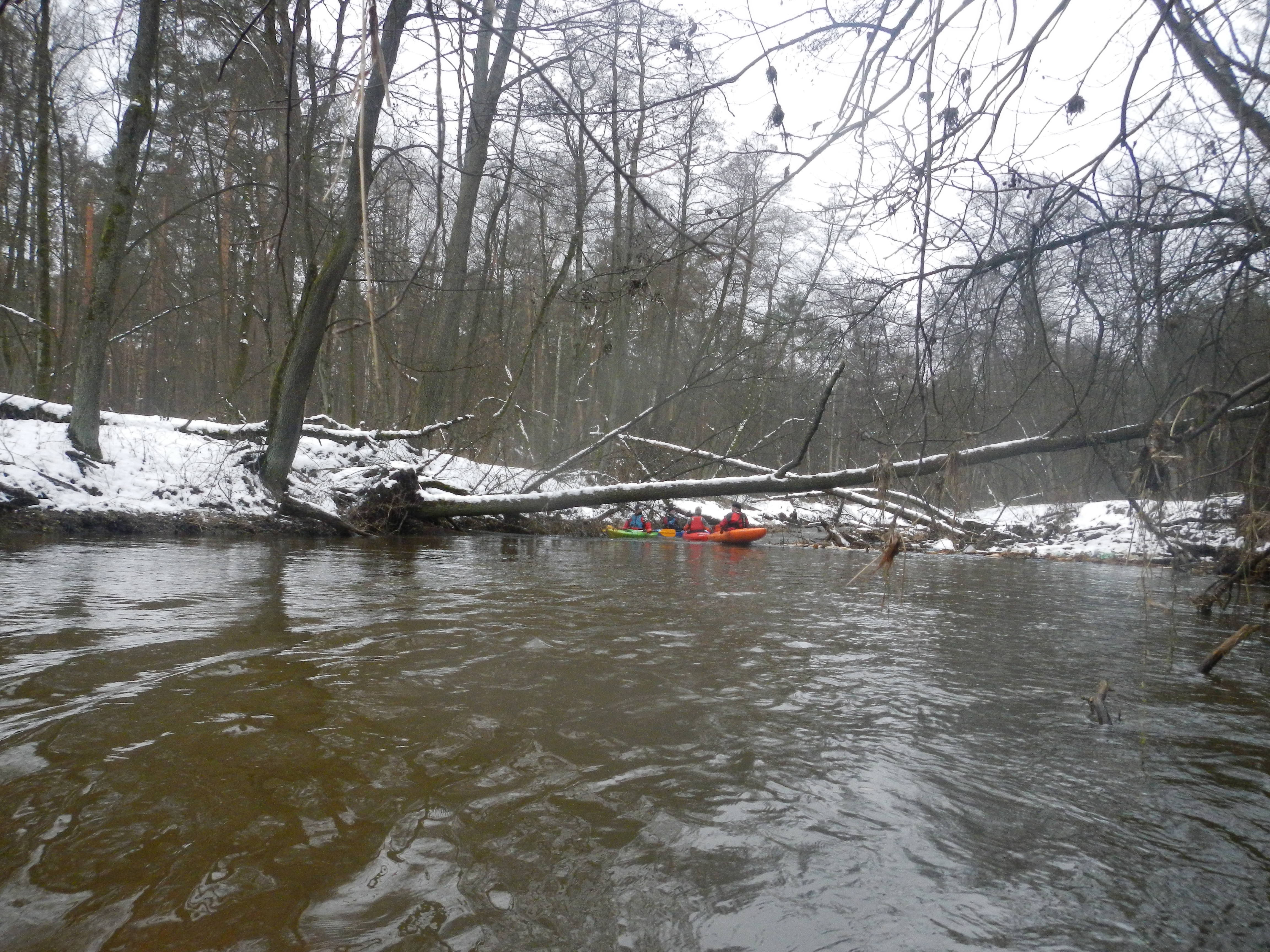
Rzeka Wilga w Lasach Garwolińskich

Lasy Garwolińskie – kompleks leśny położony w Kotlinie Warszawskiej, w Dolinie Środkowej Wisły i na Równinie Garwolińskiej. Rozciągają się wzdłuż Wilgi i Promnika, które są prawobrzeżnymi dopływami Wisły. Od północy graniczy z lasami będącymi pozostałością Puszczy Osieckiej, od południa z Lasami Maciejowickimi. 

## Opis
Teren urozmaicony pod względem morfologicznym, liczne wydmy, dwie doliny rzeczne, wyraźna krawędź doliny Wisły. Drzewostan sosnowy z partiami starodrzewu dębowego i grabowego, w okolicach Huty Garwolińskiej duże skupisko starych dębów, które są pomnikami przyrody. Faunę reprezentują sarny, dziki, lisy, borsuki oraz liczne gatunki ptactwa.

## Historia
Podczas powstania styczniowego był to teren działania powstańców, mogiła poległych 18 marca 1863 znajduje się koło wsi Stary Zambrzyków. Latem 1944 pomiędzy Wilgą a Promnikiem znajdował się rejon koncentracji I Armii Wojska Polskiego, która tu sforsowała Wisłę w Tarnowie, aby walczyć na przyczółku warecko-magnuszewskim.